# Affirmed
Affirmed, född den 21 februari 1975 på Harbor View Farm i Fellowship i Florida i USA, död den 12 januari 1991, var en amerikansk galopphäst. Han var mest känd för att ha blivit den 11:e hästen som tagit en Triple Crown 1978. I samtliga lopp duellerade han med ärkerivalen Alydar. Efter att Affirmed segrat i Triple Crown, skulle det dröja 37 år till American Pharoah blev nästa häst att ta en Triple Crown.

## Karriär
Affirmed föddes i Marion County, Florida på Harbour View Farm. Affirmed var efter hingsten Exclusive Native och under stoet Won't Tell You. Affirmed tränades under tävlingskarriären av Laz Barrera och reds av Steve Cauthen. Under tävlingskarriären sprang Affirmed in 2 393 818 dollar på 29 startar, varav 22 segrar, 5 andraplatser och en tredjeplats.
Som tvååring segrade Affirmed i sju av sina nio starter, och sprang in 343 477 dollar, tillsammans med jockeyn Steve Cauthen. Han började tidigt att duellera mot rivalen Alydar, och segrade över honom fyra gånger på sex starter. Totalt Han tävlade Affirmed mot Alydar tio gånger i sin karriär, och segrade sju gånger.
Som treåring segrade han bland annat i Santa Anita Derby och Hollywood Derby, innan han tog tävlingskarriärens största segrar, då han tog en Triple Crown, och segrade i Kentucky Derby, Preakness Stakes och Belmont Stakes. Affirmeds Triple Crown-seger satte två rekord: de kortaste och längsta luckorna mellan tidigare och nästa Triple Crown-vinnarna. Affirmeds vinst 1978 var första gången Triple Crown hade tagits två år i rad (Seattle Slew vann 1977). Efter att Affirmed segrat i Triple Crown, skulle det dröja 37 år till American Pharoah blev nästa häst att ta en Triple Crown.
Affirmed valdes in i National Museum of Racing and Hall of Fame 1980.
Efter att tävlingskarriären avslutats 1979, hade Affirmed en mycket framgångsrik karriär som avelshingst. 

### Död
År 2001 avlivades Affirmed efter att ha blivit allvarligt sjuk av blodsockersjukdomen fång. Även Triple Crown-vinnaren Secretariat och Kentucky Derby vinnaren Barbaro hade tidigare avlidit av sjukdomen. Han begravdes på Jonabell Farm, klädd i flamingorosa färger från sina ursprungliga ägare, Harbor View Farm.

## Rivaliteten med Alydar
| Datum      | Bana            | Löp                   | Distans       | Alydars placering | Affirmeds placering | Marginal                |
| ---------- | --------------- | --------------------- | ------------- | ----------------- | ------------------- | ----------------------- |
| 6/15/1977  | Belmont Park    | Youthful Stakes       | 5 1/5 furlong | 5                 | 1                   | 5 längder (till Alydar) |
| 7/6/1977   | Belmont Park    | Great American Stakes | 5 1/2 furlong | 1                 | 2                   | 3 1/2 längd             |
| 8/27/1977  | Saratoga        | Hopeful Stakes        | 6 1/2 furlong | 2                 | 1                   | 1/2 längd               |
| 9/10/1977  | Belmont Park    | Belmont Futurity      | 7 furlongs    | 2                 | 1                   | nos                     |
| 10/15/1977 | Belmont Park    | Champagne Stakes      | 1 mile        | 1                 | 2                   | 1 1/4 längd             |
| 10/29/1977 | Laurel Park     | Laurel Futurity       | 1 1/16 miles  | 2                 | 1                   | hals                    |
| 5/6/1978   | Churchill Downs | Kentucky Derby        | 1 1/4 miles   | 2                 | 1                   | 1 1/2 längd             |
| 5/20/1978  | Pimlico         | Preakness Stakes      | 1 3/16 miles  | 2                 | 1                   | hals                    |
| 6/10/1978  | Belmont Park    | Belmont Stakes        | 1 1/2 miles   | 2                 | 1                   | huvud                   |
| 8/19/1978  | Saratoga        | Travers Stakes        | 1 1/4 miles   | 1*                | 2*                  | 1 3/4* längd            |

Resultat: Affirmed 7, Alydar 3
*I deras sista möte i Travers Stakes skar Affirmed mållinjen före Alydar. Måldomarna valde dock att flytta ner Affirmed från första till andra plats på grund av trängning, vilket resulterade i att Alydar fick segern.